# Shaolin (humorista)
Francisco Jozenilton Veloso, mais conhecido pelo nome artístico Shaolin (Coremas, 8 de maio de 1971 — Campina Grande, 14 de janeiro de 2016), foi um cartunista, chargista, caricaturista, humorista e ator de televisão brasileiro. Também é pai do ator Lucas Veloso.

## Biografia
Começou sua carreira, quando trabalhou no Teatro Municipal Severino Cabral, de Campina Grande. Foi cartunista político do jornal A Palavra, do Jornal da Paraíba e da Revista Nordeste, além de radialista na Rádio Campina Grande. Fez participação em grandes programas da televisão brasileira, como Domingão do Faustão, A Praça É Nossa, Show do Tom entre outros. Seu último trabalho foi no programa Tudo é Possível com Ana Hickmann, parodiando famosos, como Leonardo, Joelma Mendes da Banda Calypso, Zezé di Camargo entre outros. Casou-se em dezembro de 1994 com Laudiceia Veloso, com quem teve dois filhos.

### Acidente de trânsito
Na noite do dia 18 de janeiro de 2011, às 23h40 (UTC-3), Shaolin sofreu um grave acidente de automóvel na BR-230, em Campina Grande, na Paraíba. Seu automóvel — um Mitsubishi Pajero Full — colidiu lateralmente com um caminhão, e Shaolin foi levado para o hospital com traumatismo craniano e o braço esquerdo com fratura exposta e quase amputado. Depois de uma cirurgia de 4 horas no Hospital Antonio Targino, a equipe de cirurgiões conseguiu salvar seu braço, e ele foi colocado em coma induzido na UTI.
Em maio de 2011, Shaolin saiu da UTI para um quarto no hospital, ainda em coma. Em 10 de junho, em "estado mínimo de consciência e clinicamente estável", segundo o hospital, Shaolin recebeu alta e voltou para casa em Campina Grande, após 145 dias internado. Em setembro de 2012, a apresentadora Ana Hickmann, durante uma reportagem para o Programa da Tarde em que visitou Shaolin, deu-lhe um aparelho importado da Suécia que permite a comunicação através de movimentos com os olhos. Shaolin se mostrou plenamente consciente e conseguiu se comunicar pela primeira vez desde o acidente, e expressou não estar feliz pela sua condição.

### Morte
No dia 13 de janeiro de 2016, Shaolin apresentou um quadro febril e deu entrada na UTI de uma clínica particular de Campina Grande com infecção respiratória, quadro muito comum para pacientes acamados. No hospital, o humorista sofreu uma parada cardíaca e seu falecimento foi confirmado pela esposa no dia seguinte.